# Kurija staroga župnog dvora (Rozga)
Kurija staroga župnog dvora (Rozga)', rimokatolička građevina u mjestu Rozga, općini Dubravica, zaštićeno kulturno dobro.

## Opis dobra
Kurija starog župnog dvora u Rozgi smještena je jugoistočno od župne crkve, uz cestu Kraj Donji - Pušća. Sagrađena je 1789. godine kao drvena ožbukana jednokatnica pravokutne tlocrtne osnove. Temelji i zidovi podruma izvedeni su mješovitom građom kamena i opeke. Prostorni koncept zasnovan je na trodijelnoj podjeli sa središnjim hodnikom iz kojega se pristupa i bočnim prostorijama. Duž glavnoga pročelja proteže se drveni ganjak s karakterističnom rezbarenom ogradom. Kurija starog župnog dvora u Rozgi svojom arhitektonskom izvornošću pripada skupini rijetkih očuvanih drvenih stambenih građevina iz 18. st. na području sjeverozapadne Hrvatske.

## Zaštita
Pod oznakom Z-5852 zavedena je kao nepokretno kulturno dobro - pojedinačno, pravna statusa zaštićena kulturnog dobra, klasificirano kao "sakralna graditeljska baština".